# サッちゃん

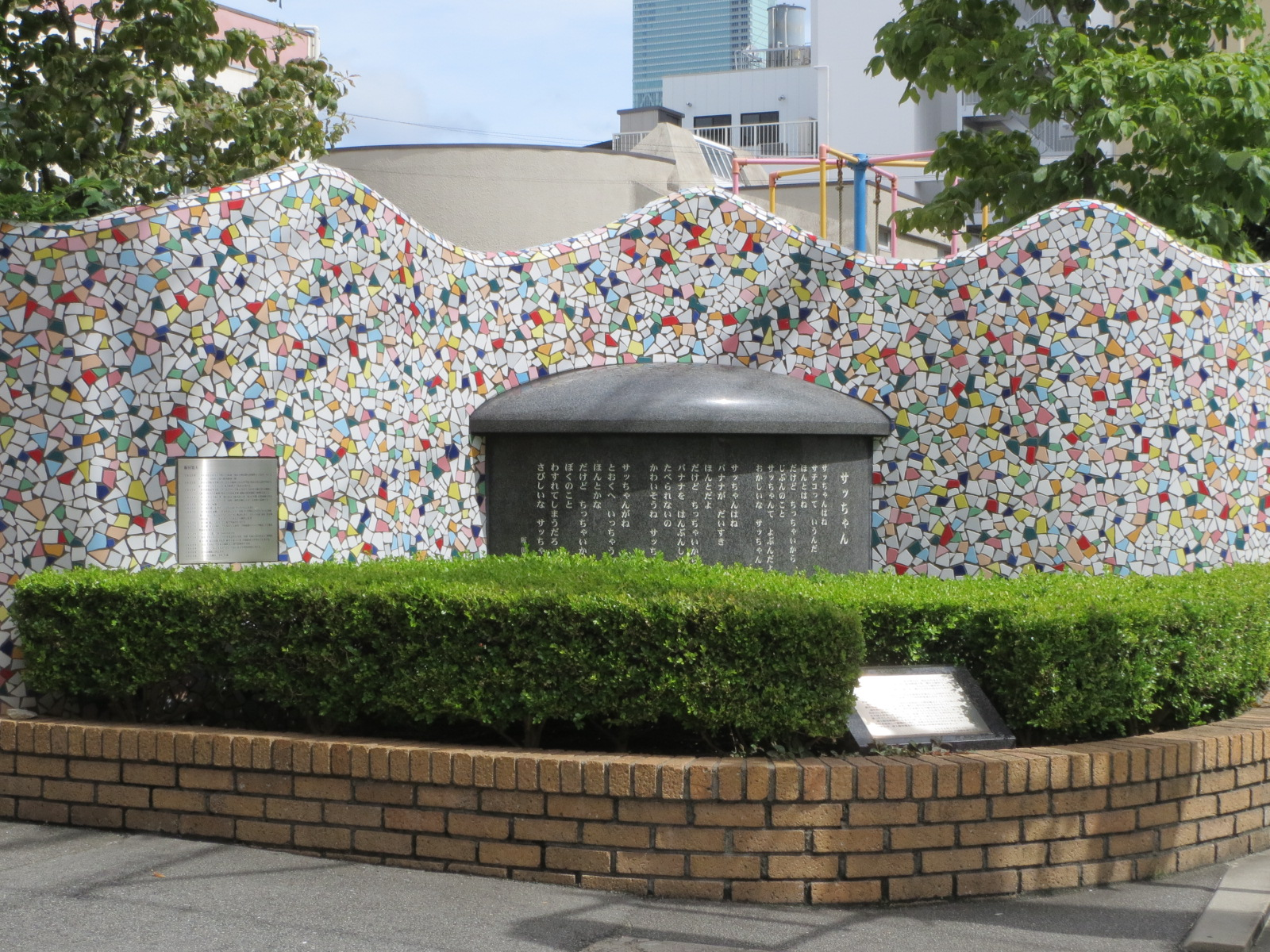
サッちゃん歌碑 (大阪市阿倍野区)

サッちゃんは、日本の童謡である。作詞：阪田寛夫、作曲：大中恩。

## 概要
1959年10月10日に開催されたNHKラジオ「うたのおばさん」放送開始10周年記念リサイタル（主催：松田トシ）にて、新曲として発表された。
作曲者の大中が自ら阪田に作詞を依頼して制作された。
阪田が南大阪幼稚園で出会った一つ年上の幸子という少女が転園したときの思い出が元になっている。このことは該当人物に配慮したため長らく公表されず、質問された際は適当にごまかしていた。大中が阪田に「サッちゃん」のモデルについて尋ねたときには、「天王寺動物園にいるチンパンジーの名前」だと聞かされたという。
かつて阪田一家と同じ団地住まいで交流があった阿川佐和子は長年自分がモデルであると思い込んでいたが、のちにモデルは別人と直接伝えられ、がっかりしたという。
作曲者本人によって混声合唱曲および女声合唱曲に編曲され、混声版は「五つのこどものうた」におさめられている。
歌詞は阪田が「一字一句も直すところがない」と自負するほどの出来栄えであり、外国語詞やCMソングなどの改変の依頼はすべて断っている。

## 備考
- 2006年10月14日に阪田の通った大阪市阿倍野区の幼稚園にこの歌の碑が建立され、阪田の次女大浦みずきが建立イベントに立ち会った。
- 作詞の阪田と作曲の大中は従兄弟である。
- 2006年の保育士試験課題曲に取り上げられた[6]。
- 落語家の古今亭ぎん志が、二ツ目時代「初音家左吉」を名乗っていた時の出囃子がこの曲であった。（左吉（さきち）→サッちゃん）[7]
- グレッグ・アーウィンによる英訳詞「Sa' Chan」が存在し、アーウィン自身の歌唱でCD化もされている（後述）。
- 2006年（平成18年）に文化庁と日本PTA全国協議会が「日本の歌百選」に選定した[8]。

## この曲を録音した主な歌手・演奏者
- 眞理ヨシコ
- 友竹正則
- 森みゆき
- 神崎ゆう子
- 山野さと子
- ドリーミング
- 皆川おさむ - 1970年。シングル。間奏と曲の最後に語りが入っている。
- 祖田修 - ピアノソロアルバム『fingermade』
- 矢野顕子 - アルバム『東京は夜の7時』(1979年)、シングル『春咲小紅』(1996年)
- グッチ裕三とグッチーズ（ハッチポッチステーションより）
- グレッグ・アーウィン - 自身による英訳詞で歌唱。曲名は「Sa' Chan」。1997年4月21日発売のアルバム『ハッピー・チャイルド!〜英語でうたおう　こどものうた　みんなのうた〜』、1999年発売のアルバム『英語でうたう日本の童謡2』（共にビクターエンタテインメントから発売）に収録された。